# شادي النحاس
شادي النحاس (مواليد 27 مارس 1998) هو لاعب جودو مصري ، شارك في أولمبياد 2020.